# Со Ёсикацу (II)
Со Ёсикацу (1773—1813), 12-й даймё Цусима-хана (1785—1812). Шестой сын Со Ёсинаги.
1811 году он принял корейское посольство. Целью корейского посольства была возобновить традиционное отношение с Японии. Но корейского посольство во главе Ким Икё посетило остров Цусима, который передал правителю этого острова Со Ёсикацу (1785—1812) поздравление от Сунджо к Токугава Иэнари в связи с назначением его новым сёгуном Японии.